# Karleric Liliedahl
Karleric Liliedahl, född  15 juni 1929, död 2 juli 2005 i Trelleborg, var en svensk diskograf.
Vid sidan av Björn Englund är Liliedahl den som mest har bidragit till att kartlägga den svenska grammofonproduktionen under 78-varsepoken. Han gjorde i synnerhet en stor insats vad gäller den akustiska inspelningsperioden (före c:a 1928) med sina båda diskografier The Gramophone Co. (1977) och Svenska akustiska grammofoninspelningar 1903-1928 (1987).